# 리시아노니코네
리시아노니코네(이탈리아어: Lisciano Niccone)는 이탈리아 움브리아주 페루자도에 위치한 코무네다. 페루자로부터 북서쪽 25km 거리에 있다.